# Prambachkirchen
Prambachkirchen je obec v okrese Eferding v rakouské spolkové zemi Horní Rakousy.

## Geografie
Prambachkirchen leží v oblasti Hausruckviertel v nadmořské výšce 374 m. Celková rozloha obce činí 28,73 km², přičemž 15 % rozlohy tvoří lesy a 74 % zemědělská půda.

### Osady
Obec se skládá z následujících 35 osad (v závorkách uveden počet obyvatel k 1. lednu 2023):
- Andrichsberg (10)
- Baumgarten (24)
- Dachsberg (39)
- Gallham (94)
- Gföllnerwald (104)
- Großsteingrub (64)
- Grüben (17)
- Gschnarret (54)
- Hundswies (61)
- Kleinsteingrub (46)
- Langstögen (46)
- Mairing (133)
- Mittergallsbach (109)
- Mitterwinkl (28)
- Niederwinkl (27)
- Oberdoppl (27)
- Obereschlbach (18)
- Oberfreundorf (84)
- Obergallsbach (67)
- Pertmannshub (15)
- Prambachkirchen (1239)
- Prattsdorf (93)
- Reith (20)
- Sallmannsberg (40)
- Schöffling (54)
- Stallberg (29)
- Steinbruch (95)
- Taubing (27)
- Unterbruck (6)
- Unterdoppl (56)
- Untereschlbach (21)
- Untergallsbach (51)
- Unterprambach (63)
- Uttenthal (83)
- Weinberg (37)

## Kultura a památky
- zámek Dachsberg

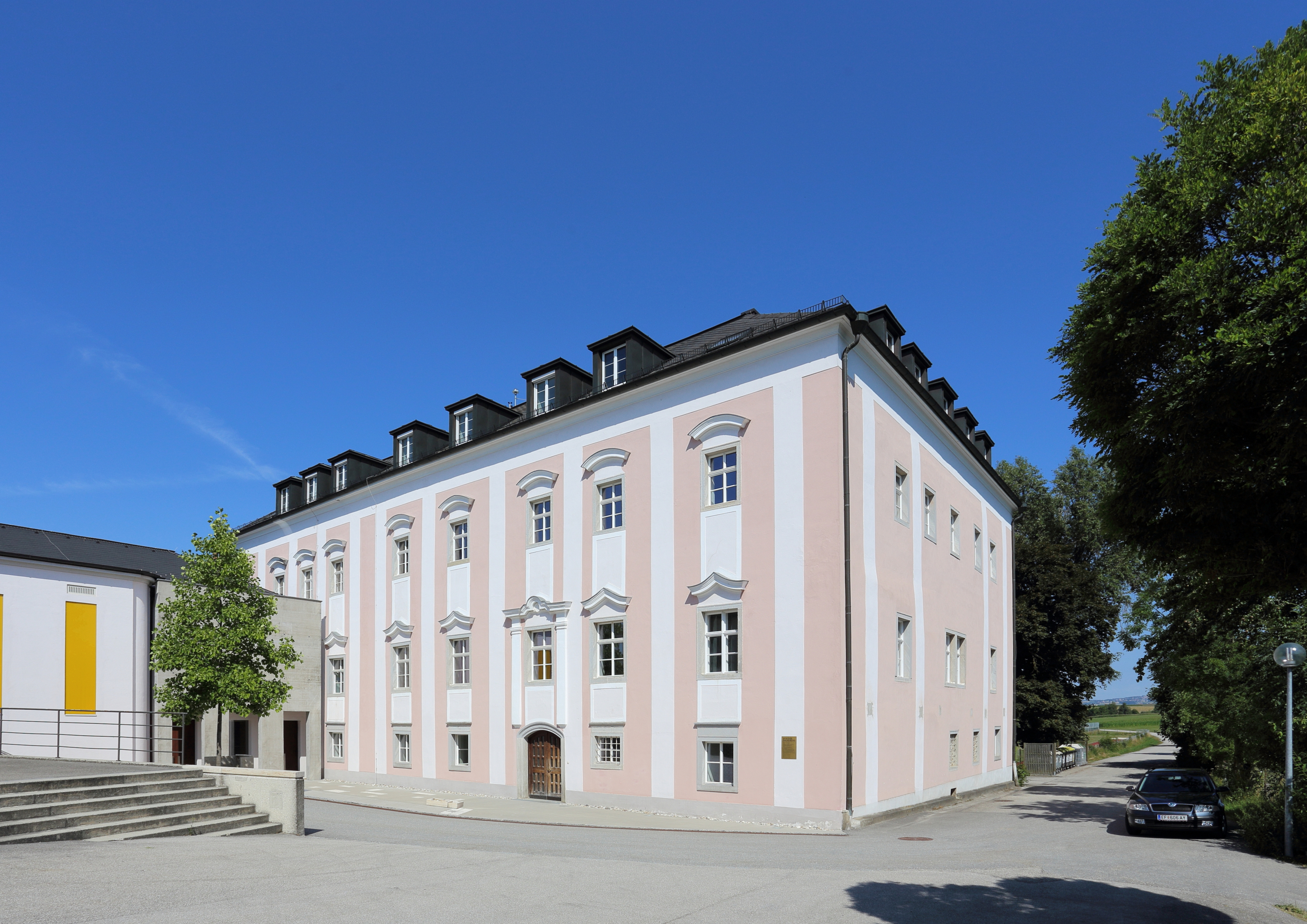
zámek Dachsberg

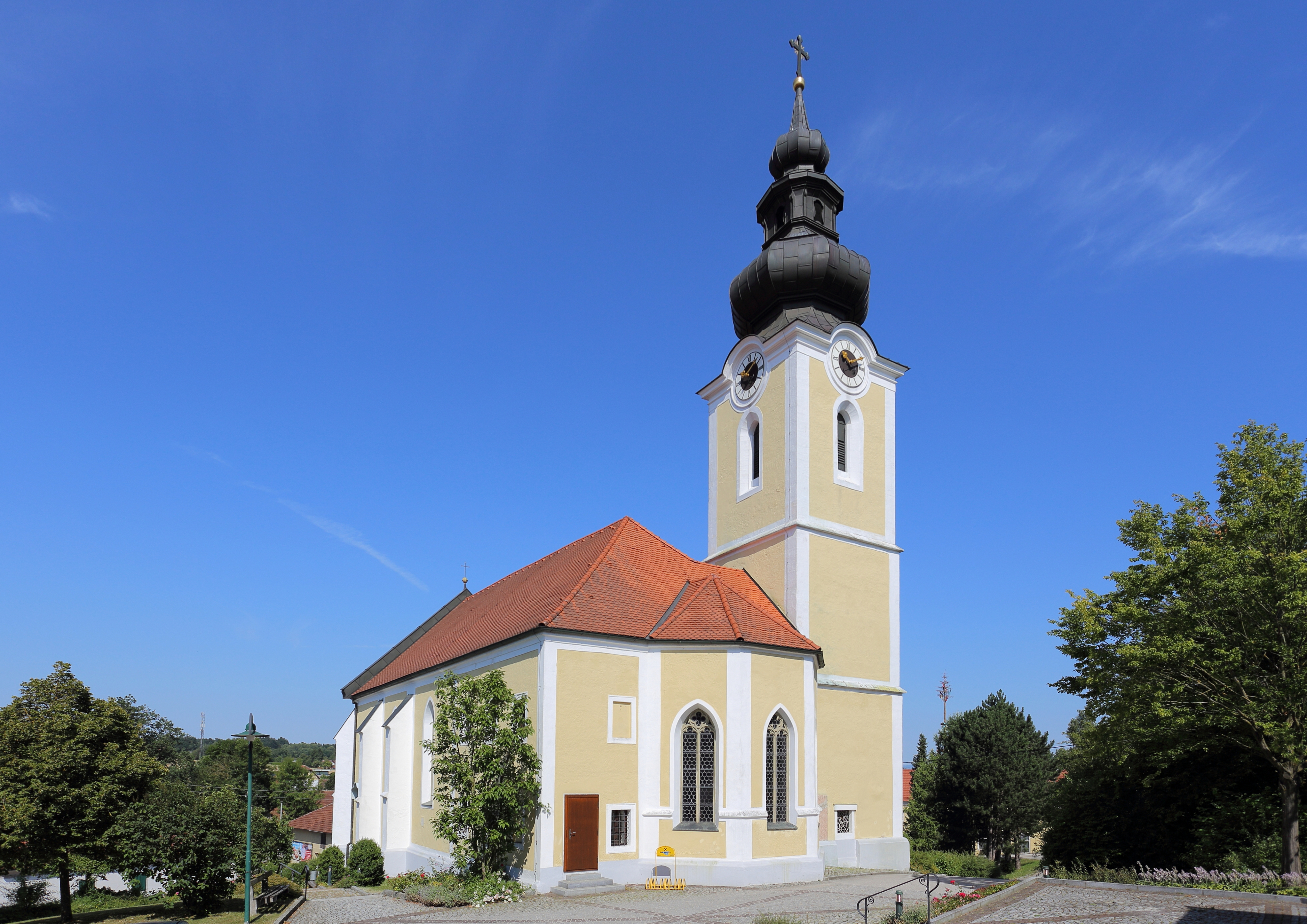
farní kostel Prambachkirchen

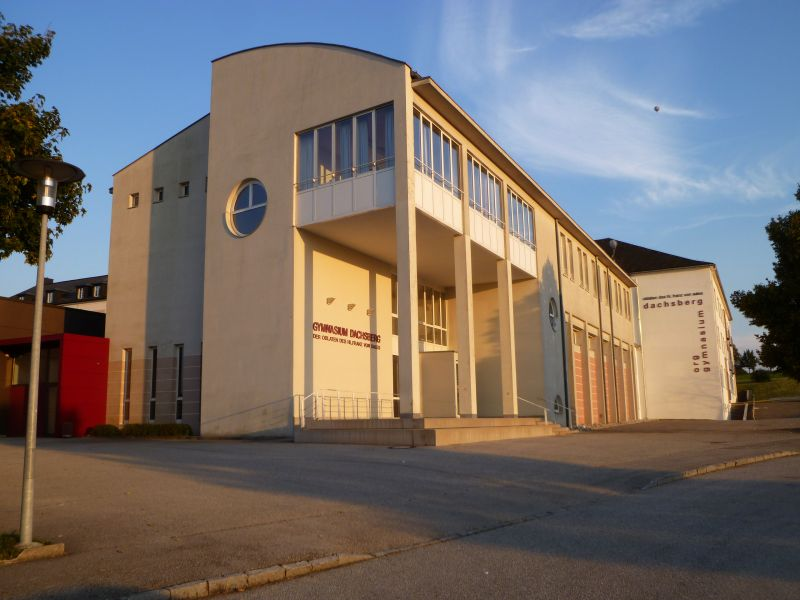
gymnázium Dachsberg

- římskokatolický farní kostel Prambachkirchen sv. Margarety: postaven v roce 1524, původně gotický sloh, později barokní přestavba